# Lipsothrix nobilis
Lipsothrix nobilis là một loài ruồi trong họ Limoniidae. Chúng phân bố ở miền Cổ bắc.